# Elisabeth Bjørnsen Werp
Elisabeth Bjørnsen Werp, född 3 juli 1958 i Skotselv i Øvre Eikers kommun, är en norsk målare.
Hon utbildade sig vid Statens håndverks- og kunstindustriskole 1984–1988 och vid Statens Kunstakademi 1988–1992, och hade därefter studieår i Paris och Florens 1993–1994. Hennes bilder är utförda i en säregen teknik och i en blandning av figurativt och nonfigurativt formspråk. Hennes teman är ofta halvt glömda minnen och drömliknande bilder.